# Ligue d'automne d'Arizona
La Ligue d'automne d'Arizona (Arizona Fall League en anglais) est une ligue mineure de baseball qui est détenue et exploitée par la Ligue majeure de baseball. Hors-saison, elle sert d'entraînement de printemps pour certains joueurs.
Elle fonctionne pendant l'automne en Arizona avec six équipes : les Solar Sox de Mesa, les Desert Dogs de Glendale, les Scorpions de Scottsdale, les Javelinas de Peoria, les Saguaros de Surprise et les Rafters de Salt River.

## Participants (2018)
| Division | Franchise               | Ville           | Stade (capacité)                            | Affilié à |
| -------- | ----------------------- | --------------- | ------------------------------------------- | --- |
| Est      | Solar Sox de Mesa       | Mesa (AZ)       | Sloan Park (15 000)                         | Cubs de Chicago, Tigers de Détroit, Astros de Houston, Athletics d'Oakland, Nationals de Washington          |
| Est      | Rafters de Salt River   | Salt River (AZ) | Salt River Fields at Talking Stick (11 000) | Diamondbacks de l'Arizona, Orioles de Baltimore, Rockies du Colorado, Marlins de Miami, Brewers de Milwaukee |
| Est      | Scorpions de Scottsdale | Scottsdale (AZ) | Scottsdale Stadium (11 200)                 | Reds de Cincinnati, Angels de Los Angeles, Mets de New York, Yankees de NY, Giants de San Francisco          |
| Ouest    | Desert Dogs de Glendale | Glendale (AZ)   | Camelback Ranch (10 300)                    | White Sox de Chicago, Indians de Cleveland, Dodgers de LA, Phillies de Philadelphie, Pirates de Pittsburgh   |
| Ouest    | Javelinas de Peoria     | Peoria (AZ)     | Peoria Sports Complex (10 714)              | Braves d'Atlanta, Red Sox de Boston, Padres de San Diego, Mariners de Seattle, Blue Jays de Toronto          |
| Ouest    | Saguaros de Surprise    | Surprise (AZ)   | Surprise Stadium (11 000)                   | Royals de Kansas City, Twins du Minnesota, Cardinals de Saint-Louis, Rays de Tampa Bay, Rangers du Texas     |

## Palmarès
| Saison | Vainqueur               | Finaliste               |
| ------ | ----------------------- | ----------------------- |
| 1992   | Solar Sox de Sun Cities | Desert Dogs de Phoenix  |
| 1993   | Rafters de Tempe        | Javelinas de Tucson     |
| 1994   | Javelinas de Peoria     | Saguaros de Mesa        |
| 1995   | Saguaros de Mesa        | Solar Sox de Sun Cities |
| 1996   | Scorpions de Scottsdale | Saguaros de Mesa        |
| 1997   | Javelinas de Peoria     | Rafters de Grand Canyon |
| 1998   | Solar Sox de Sun Cities | Rafters de Grand Canyon |
| 1999   | Solar Sox de Mesa       | Saguaros de Maryvale    |
| 2000   | Rafters de Grand Canyon | Desert Dogs de Phoenix  |
| 2001   | Desert Dogs de Phoenix  | Rafters de Grand Canyon |
| 2002   | Javelinas de Peoria     | Scorpions de Scottsdale |
| 2003   | Solar Sox de Mesa       | Desert Dogs de Mesa     |
| 2004   | Desert Dogs de Phoenix  | Scorpions de Scottsdale |
| 2005   | Desert Dogs de Phoenix  | Scorpions de Surprise   |
| 2006   | Desert Dogs de Phoenix  | Rafters de Grand Canyon |
| 2007   | Desert Dogs de Phoenix  | Rafters de Surprise     |
| 2008   | Desert Dogs de Phoenix  | Solar Sox de Mesa       |
| 2009   | Javelinas de Peoria     | Desert Dogs de Phoenix  |
| 2010   | Scorpions de Scottsdale | Javelinas de Peoria     |
| 2011   | Rafters de Salt River   | Saguaros de Surprise    |
| 2012   | Javelinas de Peoria     | Rafters de Salt River   |
| 2013   | Saguaros de Surprise    | Solar Sox de Mesa       |
| 2014   | Rafters de Salt River   | Javelinas de Peoria     |
| 2015   | Scorpions de Scottsdale | Saguaros de Surprise    |
| 2016   | Solar Sox de Mesa       | Saguaros de Surprise    |
| 2017   | Javelinas de Peoria     | Solar Sox de Mesa       |